# 亚洲防务展览
亚洲防务展览，是全球每两年举办一次的防务展览会。多在亚洲地区举办为主，以展出各国的武器为主的展览会。
2004年亚洲防务展览于马来西亚举办。参与国家有中国、美国、法国、英国、俄罗斯、巴西、印度等。
俄罗斯曾派出该国电视台访问。